# Ilythea spilota
Ilythea spilota är en delvis vattenlevande tvåvingeart som beskrevs av John Curtis 1832. Ilythea spilota ingår i släktet Ilythea och familjen vattenflugor. Inga underarter finns listade i Catalogue of Life. Även om arten förekommer sparsamt i Sverige och Finland, saknar den något svenskt trivialnamn.

## Beskrivning
Ilythea spilota är en mycket liten fluga med en medellängd på drygt 2 mm, som känns igen på att den har vingar med tydliga bruna fläckar.

## Utbredning
Arten förekommer i västra Europa från italienska fastlandet i söder till Skandinavien i norr (förekomsten i Danmark är dock osäker).
Arten finns också i Nordamerika, dels i en population från Alaska till British Columbia, dels i en annan population från Ohio till New Hampshire.
Den är bofast och reproducerande i Sverige och förekommer med ett mindre antal fynd över hela landet, från Skåne till Västerbotten, även om tonvikten ligger på Ångermanland och Västerbotten. Artdatabanken har dock inte bedömt arten. Även i Finland har det rapporterats spridda fynd över större delen av landet, men inte heller där har någon bedömning gjorts.

## Ekologi
De vuxna individerna av Ilythea spilota uppehåller sig på fuktiga och vattennära områden som gyttjiga eller gräsbevuxna stränder, gärna vid sötvatten, vattenpölar och träsk. De livnär sig främst, troligen uteslutande, av kiselalger. Aktivitetsperioden varar från vår till höst (i Nordamerika från april till oktober), under vilken arten ger upphov till flera generationer.

### Fortplantning
De vuxna djuren lägger ägg på fuktiga stränder av mindre vattendrag, i vilka larverna utvecklas. Äggen kläcks efter två till tre dagar, och larverna förpuppas efter ytterligare 8 till 10 dagar. Puppan i sin tur tar 6 till 10 dagar för att utvecklas. Larverna livnär sig av kiselalger, precis som de vuxna. De unga larverna fäster en blandning av sand och detritus på ryggen för att tjäna som skydd mot rovdjur.